# Noord-Duits voetbalkampioenschap 1910/11
In 1910/11 werd het zesde voetbalkampioenschap gespeeld dat georganiseerd werd door de Noord-Duitse voetbalbond. Holstein Kiel werd kampioen en plaatste zich voor de eindronde om de Duitse landstitel. De club versloeg Duisburger SpV en verloor in de halve finale van BTuFC Viktoria 1889.

## Deelnemers aan de eindronde
| Club                      | Gekwalificeerd als          |
| ------------------------- | --------------------------- |
| FC Eintracht Braunschweig | Kampioen van Braunschweig   |
| Bremer SC 1891            | Kampioen van Bremen         |
| Altonaer FC 1893          | Kampioen van Hamburg-Altona |
| Hannoverscher FC 96       | Kampioen van Hannover       |
| FV Holstein Kiel          | Kampioen van Kiel           |
| Schweriner FC 03          | Kampioen van Mecklenburg    |
| Marine SC Wilhelmshaven   | Kampioen van Oldenburg      |
| Heider FC                 | Kampioen van Sleeswijk      |

## Eindronde

### Kwartfinale
De wedstrijden werden op 26 maart en 2 april 1911 gespeeld. 
|  |           |       |                  |  |
|  | Heider FC | 0 – 5 | FV Holstein Kiel |  |
|  |           |       |                  |  |

|  |                         |              |                |  |
|  | Marine SC Wilhelmshaven | 1 – 0 (n.v.) | Bremer SC 1891 |  |
|  |                         |              |                |  |

|  |                     |       |                           |  |
|  | Hannoverscher FC 96 | 1 - 3 | FC Eintracht Braunschweig |  |
|  |                     |       |                           |  |

|  |                  |       |                  |  |
|  | Schweriner FC 03 | 1 - 6 | Altonaer FC 1893 |  |
|  |                  |       |                  |  |

### Halve Finale
|              |                  |       |                  |  |
| 9 april 1911 | Altonaer FC 1893 | 0 – 2 | FV Holstein Kiel |  |
| 9 april 1911 |                  |       |                  |  |

|              |                           |       |                         |  |
| 9 april 1911 | FC Eintracht Braunschweig | 5 – 2 | Marine SC Wilhelmshaven |  |
| 9 april 1911 |                           |       |                         |  |

### Finale
|               |                             |       |                           |         |
| 23 april 1911 | FV Holstein Kiel            | 6 – 1 | FC Eintracht Braunschweig | Hamburg |
| 23 april 1911 | Nielsen , ; Stamm own' Fick |       | Dette                     | Hamburg |